# Čabalovce
Čabalovce (russinisch Чабалівці/Tschabaliwzi; ungarisch Csabaháza – bis 1902 Csabalóc) ist eine Gemeinde im Laboretzer Bergland (Laborecká vrchovina) in der nördlichen Ostslowakei.
Zu Čabalovce gehört der südöstlich anschließende Ortsteil Sterkovce, der 1877 eingemeindet wurde und bis um 1900 als Csabalóc és Sterkóc einen Doppelort bildete.
Die Gemeinde liegt sechs Kilometer südöstlich der Bezirksstadt Medzilaborce am Fuß des Karpaten-Hauptkammes, der hier die Grenze zwischen der Slowakei und Polen bildet. Der Łupkowpass (Bahnlinie Michalovce-Humenné-Medzilaborce-Sanok) ist nur fünf Kilometer von Čabalovce entfernt. Der Pass gilt als Trennungslinie zwischen den Karpatenteilen Niedere Beskiden und Bukovské vrchy/Bieszczady.
Umgeben wird Čabalovce von den Nachbargemeinden Palota im Nordosten, Výrava im Südosten, Čabiny im Südwesten, Krásny Brod im Westen sowie Ňagov im Nordwesten.
Durch Čabalovce führt die etwa 40 Kilometer lange Hauptstraße von Medzilaborce nach Snina, die auf diesem Weg am Gebirgsfuß entlang mehrere Flusstäler überquert.
Der Ort wurde im Jahr 1494 erstmals schriftlich als Chabaloch erwähnt. 1741 entstand die Griechisch-katholische Kirche in barockem Stil.

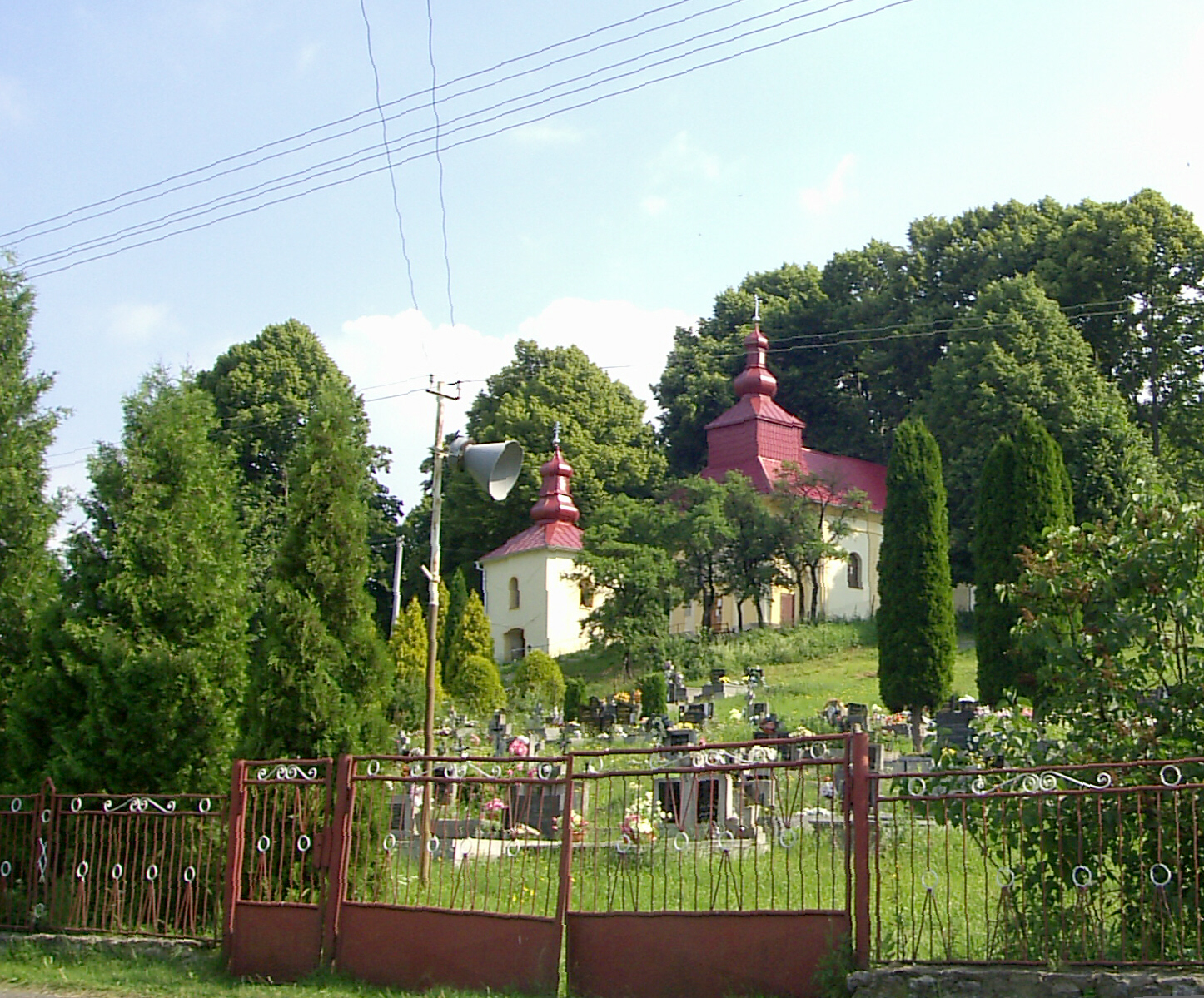
Griechisch-katholische Kirche in Čabalovce

## Bevölkerung
| Jahr                | 1994 | 2004     | 2014    | 2024     |
| ------------------- | ---- | -------- | ------- | -------- |
| Anzahl der Personen | 308  | 360      | 368     | 328      |
| Unterschied         |      | +16,88 % | +2,22 % | −10,86 % |

| Jahr                | 2023 | 2024    |
| ------------------- | ---- | ------- |
| Anzahl der Personen | 330  | 328     |
| Unterschied         |      | −0,60 % |

Die Einwohnerzahl blieb von 2001 bis 2007 konstant. Die Bevölkerung Čabalovces besteht zu 45 % aus Slowaken, 43 % der Bewohner sind Russinen. 69 % der Einwohner bekennen sich zur Griechisch-katholischen Kirche, ca. 23 % gehören keiner Konfession an.

## Belege
1. ↑  Hustota obyvateľstva - obce [om7014rr_obc=AREAS_SK, v_om7014rr_ukaz=Rozloha (Štvorcový meter)]. Statistical Office of the Slovak Republic, 31. März 2025, abgerufen am 31. März 2025 (slowakisch).
2. ↑  Počet obyvateľov podľa pohlavia - obce (ročne) [om7101rr_obce=AREAS_SK]. Statistical Office of the Slovak Republic, 31. März 2025, abgerufen am 31. März 2025 (slowakisch).
3. 1 2  Počet obyvateľov podľa pohlavia - obce (ročne) [om7101rr_obce=AREAS_SK]. Statistical Office of the Slovak Republic, 31. März 2025, abgerufen am 31. März 2025 (slowakisch).
4. ↑  Statistikportal MOŠ (Seite nicht mehr abrufbar, festgestellt im Juli 2016. Suche in Webarchiven)